# Стоцька Анастасія Олександрівна
Анастасія Олександрівна Стоцька (нар. 7 жовтня 1982, Київ, СРСР) — російська співачка та акторка українського походження. Закінчила Російський університет театрального мистецтва.

## Біографія
Народилася 7 жовтня 1982 року в Києві.
З п'яти років гастролювала у складі популярних дитячих музичних колективів країни.
Жила в Києві до 1992 року
Закінчила Російську Академію театральних мистецтв.
Першою роботою на професійній сцені стала зіграна в 18 років роль Флер-де-Ліс в мюзиклі «Нотр-Дам де Парі».
Грала в Театрі Місяця, де її і помітив Філіп Кіркоров, який у 2002 році став продюсером Стоцької. Спочатку запросивши її на кастинг в мюзикл «Чикаго», і після під його керівництвом записала перші пісні для сольного проекту, які зайняли передові рядки в хіт-парадах провідних радіостанцій.
У 2003 році брала участь у Міжнародному конкурсі молодих виконавців «Нова хвиля 2003» в Юрмалі, де завоювала Гран-Прі. Успіх на конкурсі їй принесло виконання гучного хіта «Can not take my eyes» і нової пісні «Вены-реки» («Вени-ріки») 
У 2005 році брала участь у відбірковому турі Росії на конкурс пісні «Євробачення-2005».
У 2018 році побувала на премії Super мами року.

## Сім'я
- Бабуся - Тетяна Павлівна Майкова (нар. 27 вересня 1924), художниця;
- Мати - Ганна Семенівна Стоцька (до шлюбу Майкова) (нар. 22 лютого 1957), художниця;
- Батько - Олександр Дмитрович Стоцький (нар. 18 грудня 1957), лікар-реаніматолог;
  - Єдиноутробний брат - Павло Майков (нар. 1975), актор;
    - Племінник - Данило Майков (нар. 2003)

## Особисте життя
- Перший чоловік (2003-2008) - Олексій Секірін, актор;
- Другий чоловік - Сергій Абгарян, займається ресторанним бізнесом
  - Син - Олександр (нар. 16.07.2011)
  - Дочка - Віра (нар. 07.05.2017)

## Дискографія
- Вены-реки
- Дай мне пять минут
- Прикольная
- Этими руками
- Влюбляться
- Пошутила
- Ёлка, ёлка